# VO2 tối đa
VO2 tối đa (tiêu thụ oxy tối đa hay hấp thu oxy tối đa hay là hấp thụ oxy đỉnh hoặc công suất hiếu khí tối đa) là tốc độ tiêu thụ oxy tối đa được đo trong quá trình tập luyện tăng dần (tập luyện cường độ ngày càng tăng). Tên gọi VO2 max có nguồn gốc từ V - volume, O2 - oxygen, max - maximum. Tiêu thụ oxy tối đa phản ánh sự tập thể dục tim mạch của một cá nhân và là yếu tố quan trọng quyết định khả năng chịu đựng của người tập trong khi tập thể lực kéo dài.

## Lịch sử
Nhà sinh lý học người Anh Archibald Hill đã giới thiệu các khái niệm về sự hấp thụ oxy tối đa và nợ oxy vào năm 1922. Hill và bác sĩ người Đức Otto Meyerhof đã cùng nhận giải Nobel Sinh lý học và Y khoa 1922 cho nghiên cứu độc lập của họ liên quan đến sự trao đổi chất năng lượng cơ bắp. Xây dựng trên công trình này, các nhà khoa học bắt đầu đo mức tiêu thụ oxy trong khi tập thể dục. Những đóng góp đáng chú ý được thực hiện bởi Henry Taylor tại Đại học Minnesota, các nhà khoa học Scandinavia Per-Olof Åstrand và Bengt Saltin trong những năm 1950 và 60, Phòng thí nghiệm mệt mỏi Harvard, các trường đại học Đức, và Trung tâm nghiên cứu cơ sở Copenhagen trong số những người khác.

## Sức khỏe
VO2 max được sử dụng rộng rãi như một chỉ số về sức khỏe. Vào năm 2016, Hiệp hội Tim mạch Hoa Kỳ đã công bố một tuyên bố khoa học đề xuất rằng thể dục nhịp tim (CRF), có thể định lượng là VO2 max, thường xuyên được đánh giá và sử dụng như một dấu hiệu lâm sàng quan trọng. Tuyên bố này dựa trên bằng chứng gắn kết rằng mức độ tập thể dục thấp hơn có liên quan với nguy cơ cao mắc bệnh tim mạch, tử vong do mọi nguyên nhân và tỷ lệ tử vong xuất phát từ nhiều loại ung thư khác nhau. Ngoài việc đánh giá rủi ro, khuyến cáo của AHA đã trích dẫn giá trị đo thể lực để xác nhận đơn thuốc, tư vấn hoạt động thể chất và cải thiện cả việc quản lý bệnh nhân và sức khỏe của bệnh nhân.